# Китайсько-хорватські відносини
Кита́йсько-хорва́тські відно́сини — двосторонні міжнародні відносини між Китайською Народною Республікою та Хорватією. Країни встановили дипломатичні відносини 13 травня 1992. У Хорватії є посольство в Пекіні та генеральне консульство в Гонконзі. У КНР є посольство, а також Інститут Конфуція в Загребі.

## Історія
Перший запис про комунікацію між хорватами та китайцями датується XIII століттям, часами Марко Поло.
16 травня 2002 президент Хорватії Степан Месич здійснив державний візит до КНР, а 19 червня 2009 року державний візит до Хорватії здійснював президент КНР Ху Цзіньтао.
21 травня 2007 Пекін відвідала міністр закордонних справ КНР Колінда Грабар-Кітарович.

## Економічні відносини
КНР та Японія є найважливішими торговими партнерами Хорватії в Східній Азії. 2013 року обсяги торгівлі між державами сягнули 1,495 млрд доларів США, 105 млн з яких — експорт Хорватії і 1,390 млрд — експорт КНР.

## Культура й освіта
Співпраця в галузі освіти та культури між державами підтримується в рамках Угоди про культурну співпрацю, яку було прийнято в березні 1993 року.
З жовтня 2004 в Університеті Загреба можна здобути рівень магістра синології, а у Пекінському університеті іноземних мов можна здобути рівень магістра хорватської мови.
У травні 2002 в Загребі відкрито Інститут Конфуція.
У травні 2013 КНР та Хорватія підписали «План щодо співпраці в галузі освіти на період 2013—2015 років», за яким надаються щорічні стипендії для студентів з КНР та Хорватії.